# Livealbum
Ein Livealbum ist ein Musikalbum (zum Beispiel eine Schallplatte oder Audio-CD), das mit aufgenommener Musik von Auftritten oder Konzerten bespielt ist. Heute werden Livealben zunehmend durch Video-DVDs oder -Blu-rays ersetzt.

## Arten und Bearbeitung
Ein Livealbum kann von einem einzelnen Konzert stammen, manchmal sind es auch Aufnahmen von verschiedenen Auftritten einer Tournee. Die Herstellung der Aufnahmen ist durch die Akustik und Dynamik vor Ort sehr aufwendig, nicht zuletzt auch deshalb, weil versucht wird, dem Hörer möglichst ein Gefühl zu vermitteln, als wäre er selbst dabei. Sehr häufig werden Konzertaufnahmen – über die unabdingbare Abmischung der Aufnahmen hinaus – nachträglich stark bearbeitet und damit die Konzertsituation möglicherweise verfälscht. So werden Gesang oder Instrumente durch Overdubs hinzugefügt, verbessert oder herausgenommen, Applaus vom Band eingespielt oder Songs gekürzt oder ganz entfernt. Deshalb geben die meisten Live-Platten das Konzert nicht mehr in seiner ursprünglichen Form wieder. Der Grund ist unter Umständen auch darin zu finden, dass bei reinen Studio-Alben – dem Gegenteil eines Livealbums – die gesamte Palette der Audio-Effekte zur Verfügung steht und damit ein Perfektionsgrad erreicht wird, der bei Live-Auftritten nicht oder nur schwer reproduzierbar ist. Das war beispielsweise für die Beatles einer der Anlässe, nach dem 29. August 1966 (San Francisco, Candlestick Park) nicht mehr live aufzutreten, weil die von Musikproduzent George Martin eingesetzte, experimentelle Soundtechnik auf der Bühne nicht mehr nachvollzogen werden konnte.
Neben diesen offiziellen, professionell aufgezeichneten Konzerten gibt es so genannte Bootlegs, die unbemerkt und illegal von einem Konzertbesucher oder Tontechniker mitgeschnitten und dann ebenso illegal in den Vertrieb gebracht wurden. Nicht selten weisen sie eine mindere Tonqualität auf, werden jedoch zuweilen wegen ihrer geringen Auflagenstärke als Sammlerobjekte gehandelt.

## Live-Mitschnitte in Pop und Jazz
Üblicherweise werden Livealben von Konzerten von Rock- und Popmusikern produziert. Auch im Jazz sind Livealben nicht selten. Das meistverkaufte Livealbum ist, dem Guinness-Buch der Rekorde 2002 zufolge, Double Live von Garth Brooks vom November 1998. Es wurden allein in den Vereinigten Staaten 23 Millionen Einheiten davon verkauft. Doch tauchen in der Liste der meistverkauften LPs nur sehr wenige Live-Alben auf. In Rolling Stone’s 500 Greatest Albums of All Time gehören gerade einmal 18 Alben zu den Live-LPs. Das am höchsten platzierte, Live at the Apollo von James Brown (Januar 1963), taucht hier erst auf Rang 25 auf.

## Sonderform
Eine Sonderform des Livemitschnitts ist das sogenannte Unplugged-Konzert, das im Bereich der Popmusik in den 1990er Jahren sehr beliebt war. Auch dieses Konzert ist live aufgenommen, die Musiker bedienen sich dabei aber ausschließlich akustischer Instrumente (z. B. Konzertgitarre) und verzichten auf elektrisch verstärkte Elemente, wie etwa verzerrte Gitarrenverstärker. Die Instrumente werden lediglich elektrisch abgenommen und über Lautsprecher wiedergegeben, um sie einem breiteren Publikum präsentieren zu können.

## Gründe
Die meisten Interpreten treten in Konzerten auf, um sich ihren Fans zu präsentieren. Zudem bieten Konzerte eine bedeutende Einnahmequelle für die Interpreten. Offizielle Live-Mitschnitte dieser Konzerte dienen einerseits der Verbesserung der Plattenumsätze und runden andererseits das Image des ansonsten sich mit Studioaufnahmen präsentierenden Interpreten ab.